# Monty Waters

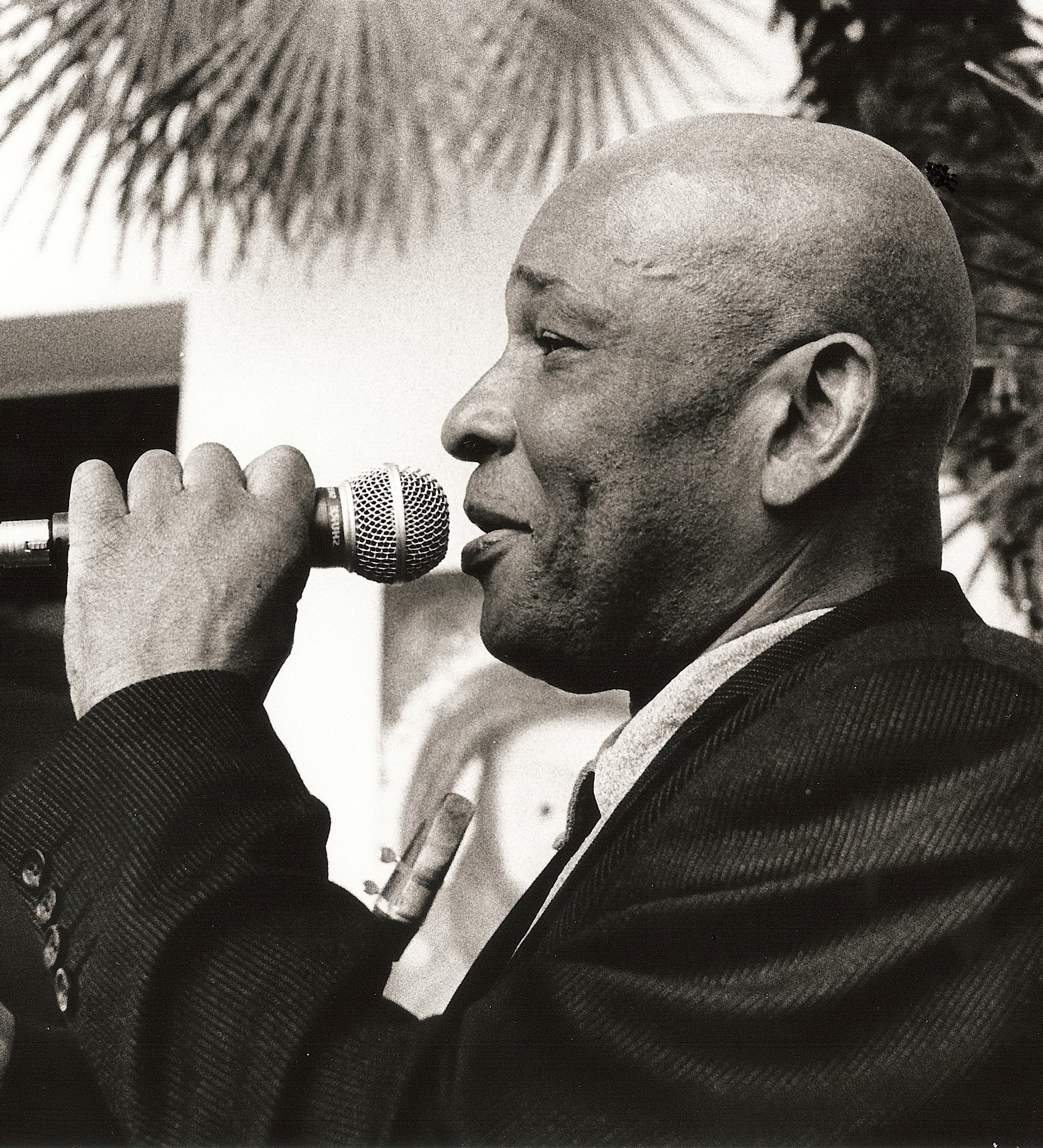
Monty Waters singt im Palmengarten in München 1999

Monty Waters (* 14. April 1938 in Modesto, Kalifornien; † 23. Dezember 2008 in München) war ein amerikanischer Saxophonist des Modern Jazz.

## Leben und Wirken
Waters erhielt seine erste musikalische Ausbildung durch seine Tante und spielte zunächst in der Kirche. Nach seiner Ausbildung auf dem College war er Mitglied in Rhythm-&-Blues-Bands. In den späten 1950er Jahren war er mit Musikern wie B.B. King, Lightnin’ Hopkins, Little Richard und James Brown auf Tournee. In San Francisco spielte er mit King Pleasure und leitete in den frühen 1960er Jahren eine „Late Night Session“ im Club Bop City. Dort kam er in Kontakt mit Musikern wie Miles Davis, John Coltrane, Art Blakey, Red Garland oder Dexter Gordon, die nach ihren Konzerten diesen Club besuchten. Außerdem gründete er mit Pharoah Sanders, Dewey Redman und Donald Garrett eine Bigband. 1969 zog er nach New York und ging mit Jon Hendricks auf Konzertreise. Während der 1970er Jahre war er ein Mitbegründer des „Loft Jazz“ und spielte mit Musikern wie Sam Rivers, Joe Lee Wilson und Rashied Ali, aber auch mit Charli Persip, Billy Higgins, Woody Shaw oder Cedar Walton. Wie zahlreiche weitere Jazzmusiker migrierte er in den 1980er Jahren nach Paris, wo er mit Chet Baker, Pharoah Sanders oder Johnny Griffin arbeitete. Durch Mal Waldron und Marty Cook kam er dann nach München, wo er über lange Jahre in der Wohngemeinschaft von Embryo wohnte und von wo aus er auch nach Spanien, Italien, Österreich, Frankreich, Ungarn, Polen, Tschechien, die Slowakei, Israel und Russland (einschließlich Sibiriens) für Konzerte reiste. Waters arbeitete weiterhin mit Musikern wie Paulo Cardoso, Tom Nicholas, Götz Tangerding, Hannes Beckmann, Suchredin Chronov oder Joe Malinga und leitete eigene Bands.
Waters, der in seinen letzten Jahren auch als Komponist und Sänger tätig war, trat sowohl mit Embryo auf als auch im Duett mit dem Gitarristen und Geiger Titus Waldenfels aus München.

## Diskographische Hinweise
- Hot House. Live in Paris. Duc de Lombards. Vol. 1 (mit Larry Porter, Stafford James, Ronnie Burrage)
- New York Calling. Live in Paris. Vol. 2 (mit Larry Porter, Stafford James, Ronnie Burrage, Tom Nicholas)
- Jazzoetry (mit Paulo Cardoso und Tom Nicholas)
- Monty Waters & Titus Waldenfels: Favourite Things
- Monty Waters & Titus Waldenfels: full blast (mit Jürgen Schneider)
- Monty Waters & L'ubo Samo Quintet: Moonlight in Slovakia (mit Titus Waldenfels)